# Sjaak Troost
Jacob Troost, dit Sjaak Troost, est un footballeur néerlandais, né le 28 août 1959 à Pernis (qui est maintenant un quartier de Rotterdam).

## Biographie
En tant que défenseur, il est international néerlandais à quatre reprises (1987-1988) pour aucun but. 
Son premier match avec les Oranje est le 9 septembre 1978, contre la Belgique (0-0). Ses quatre sélections sont honorées contre la Belgique, la Grèce, l'Angleterre et la Bulgarie.
Il participe à l’Euro 1988. Il ne joue aucun match dans ce tournoi, mais les Pays-Bas remportent la compétition.
Il joue toute sa carrière au Feyenoord Rotterdam de 1978 à 1992. 
Son premier match est joué le 12 novembre 1978, contre le FC Volendam. Il joue 329 matchs pour 5 buts en 14 saisons. Durant ces 14 saisons, il remporte un championnat des Pays-Bas en 1984, quatre coupes des Pays-Bas (1980, 1984, 1991 et 1992) et une supercoupe des Pays-Bas en 1991.
Après sa carrière de joueur, il devient le directeur commercial du Feyenoord Rotterdam.

## Clubs
- 1978–1992 : Feyenoord Rotterdam

## Palmarès
- Coupe des Pays-Bas de football
  - Vainqueur en 1980, en 1984, en 1991 et en 1992
- Supercoupe des Pays-Bas
  - Vainqueur en 1991
- Championnat des Pays-Bas de football
  - Champion en 1984
  - Vice-champion en 1979 et en 1983
- Championnat d'Europe de football
  - Vainqueur en 1988